# 凤栖街道
凤栖街道，是中华人民共和国陕西省延安市洛川县下辖的一个街道办事处。
2015年，陕西省民政厅批复同意撤销凤栖镇，设立凤栖街道办事处。

## 行政区划
凤栖街道下辖以下地区：
南街社区、东关村、东街村、北街村、西街村、西关村、西沟村、后子头村、胡村、西贝兴村、罗村、车王村、西井村、高堡村、薜孟河村、石家庄村、秦腰村、上黑木村、下黑木村、作善村、谷咀村、屈家河村、刘家河村、马家庄村、蒲荣村、桥西村、芦白村、安民村、屯里村、好音村、蒋村、许家河村、秦咀村、青桑河村、石牛村、雷云村、马王村和芦家河村。